# Marcel Bezençon
 (février 2009).
Si vous disposez d'ouvrages ou d'articles de référence ou si vous connaissez des sites web de qualité traitant du thème abordé ici, merci de compléter l'article en donnant les références utiles à sa vérifiabilité et en les liant à la section « Notes et références ».
Marcel Bezençon, né à Orbe le 1er mai 1907 et mort à Lausanne le 17 février 1981, était le directeur de l'Union européenne de radio-télévision (UER) jusqu'en 1970.

## Biographie
Il étudie aux universités de Lausanne et de Vienne et obtient une licence en Lettres en 1932. En 1925, au début de ses études, il devient membre de la section vaudoise de la société suisse d'étudiants Helvétia.
Directeur de Radio-Lausanne pendant onze ans et de la SSR de 1950 à 1972, il a été, à ce titre, un acteur majeur de l'introduction de la télévision en Suisse et un pionnier des programmes radiophoniques qui associaient parole et musique.
Fin janvier 1955, au cours d'une réunion à Monaco, il propose l'idée du Concours Eurovision de la chanson, inspirée du Festival de Sanremo. Le 19 octobre 1955, l'assemblée générale de l'UER approuve l'organisation d'un Grand Prix européen de la chanson dont la première édition aura lieu en 1956 à Lugano.
Depuis la 47e édition, le prix Marcel Bezençon récompense chaque année les meilleures prestations et compositions du concours.
En 1961, il crée aussi le Festival de la Rose d'or, l'un des plus importants festivals internationaux en matière de radiodiffusion et de programmation de divertissement.